# Dobřeň
Dobřeň är en ort i Tjeckien.   Den ligger i regionen Mellersta Böhmen, i den centrala delen av landet, 40 km norr om huvudstaden Prag. Dobřeň ligger 355 meter över havet och antalet invånare är 144.
Terrängen runt Dobřeň är huvudsakligen platt. Dobřeň ligger uppe på en höjd. Runt Dobřeň är det ganska glesbefolkat, med 43 invånare per kvadratkilometer. Närmaste större samhälle är Mělník, 15,5 km söder om Dobřeň. I omgivningarna runt Dobřeň växer i huvudsak blandskog.